# Байгузинский сельсовет (Ишимбайский район)
Байгузинский сельсовет — муниципальное образование в Ишимбайском районе Башкортостана.

## История
В соответствии с законом «О границах, статусе и административных центрах муниципальных образований в Республике Башкортостан» имеет статус сельского поселения.

## Население
| 2002  | 2009  | 2010  | 2012  | 2013  | 2014  | 2015  |
| ----- | ----- | ----- | ----- | ----- | ----- | ----- |
| 1630  | ↗1923 | ↘1854 | ↘1842 | ↘1832 | ↗1857 | ↘1814 |
| 2016  | 2017  | 2018  |       |       |       |       |
| ↗1819 | ↘1798 | ↘1790 |       |       |       |       |

## Состав сельского поселения
| № | Населённый пункт | Тип населённого пункта       | Население |
| - | ---------------- | ---------------------------- | --------- |
| 1 | Кинзебулатово    | село, административный центр | ↘1058     |
| 2 | Байгузино        | деревня                      | ↘504      |
| 3 | Малобаиково      | деревня                      | ↗148      |
| 4 | Кашалакбаш       | хутор                        | ↗58       |
| 5 | Большебаиково    | деревня                      | ↗52       |
| 6 | Кызыл-Юлдуз      | деревня                      | ↗22       |
| 7 | Аникеевский      | деревня                      | ↘12       |

## Администрация
Администрация находится по адресу: 453223, Республика Башкортостан, Ишимбайский район, с. Кинзебулатово, ул. Трубная, д. 1.

## Экономика
На территории сельсовета находится Кинзебулатовское нефтяное месторождение (открыто в июле 1943 г.), Байгузинское месторождение глауконитовых песков (открыто в 1943 г.), Байгузинское месторождение бурых углей (открыто в 1943 г.), Байгузинское месторождение кварцевых песков (открыто в 1943 г.)

## Сельское хозяйство
По состоянию на 01.01.2011 года в границах сельсовета располонались 10 КФХ на площади 368,412 га, в том числе сельхозугодий 364,332 га, из них пашни 138 га:
- КФХ «Нектар» площадью 5 га. пашни на праве пожизненного наследуемого владения. Право оформлено согласно государственного акта РБ — 28 — 000487,
- КФХ «Юлай» Валишин С. М. 5 га. пашни на праве пожизненного наследуемого владения,
- КФХ «Тайрук» Умергалин И. С. площадью 20 га, имеется Договор аренды, срок аренды не истек.
- КФХ «Бакса» Абдиев А. Б. площадью 100га, из них 80 га. пашни, 20 пастбище, имеется Договор аренды. КФХ «Заннятов» площадью 0,397 га,
- КФХ «Галлеев М. М.» площадью 21,43 га,
- КФХ «Кильмухаметов» площадью 16 га. сенокосов.
- КФХ площадью 7,5533 га. в том числе пастбищ 3,1533 га. под водой (пруд) 4,4 га, право аренды оформлено.
- КФХ Кузнецов В. Л. площадью 2 га. пастбищ на праве аренды.
- КФХ «Давлеткилдова» площадью 30,9320 га., в том числе пашни 28 га, сенокоса 2,9320 га на праве аренды.
- ООО «Нива», в котором трудится больше 30 человек. Используя самые современные технологии, применяя новейшее технологическое оборудование при возделывании зерновых, предприятие ежегодно занимает лидирующее место среди сельскохозяйственных предприятий района, получает урожайность в пределах 24-28 ц с га. Наряду с производством зерна, мяса, развиваются такие направления, как заготовка и распиловка леса. Предприятие выполняет социальные заказы: по очистке дорог от снега в зимний период, вспашке огородов, заготовке и продажи соломы, фуражного зерна, комбикормов населению.

## Известные уроженцы
- Бердин, Галей Иркабаевич (5 марта 1907 — 25 октября 1973) — Герой Советского Союза.
- Галимов Баязит Сабирьянович, (1942 г. р.) — доктор философских наук (1989), профессор, заслуженный деятель науки Республики Башҡортоставн (1997), проректор БГУ (1989—2005);